# Givetiano
| Carbonifero                                                                                         | Mississippiano | Tournaisiano | Più recente |
| Devoniano                                                                                           | Superiore      | Famenniano   | 372,15±0,46 |
| Devoniano                                                                                           | Superiore      | Frasniano    | 382,31±1,36 |
| Devoniano                                                                                           | Medio          | Givetiano    | 387,95±1,04 |
| Devoniano                                                                                           | Medio          | Eifeliano    | 393,47±0,99 |
| Devoniano                                                                                           | Inferiore      |              |             |
| Devoniano                                                                                           | Emsiano        | 410,62±1,95  |             |
| Devoniano                                                                                           | Praghiano      | 413,02±1,91  |             |
| Devoniano                                                                                           | Lochkoviano    | 419,62±1,36  |             |
| Siluriano                                                                                           | Pridoliano     | -            | Più antico  |
| Suddivisione del sistema del Devoniano secondo la Commissione internazionale di stratigrafia (ICS). |                |              |             |

Nella scala dei tempi geologici, il Givetiano rappresenta il secondo dei due stadi stratigrafici o età in cui è suddiviso il Devoniano medio, la prima delle tre epoche del periodo Devoniano, che a sua volta è il quarto dei sei periodi in cui è suddivisa l'era del Paleozoico.
Il Givetiano è compreso tra 391,8 ± 2,7 e 385,3 ± 2,6 milioni di anni fa (Ma), preceduto dall'Eifeliano e seguito dal Frasniano, il primo stadio del successivo Devoniano superiore.

## Etimologia
Il nome dello stadio Givetiano deriva da quello del comune francese di Givet, nelle Ardenne.

La denominazione e lo stadio furono proposti nel 1839 dal geologo belga Jean Baptiste d'Omalius d'Halloy.

## Definizioni stratigrafiche e GSSP
Il confine tra Eifeliano e Givetiano coincide con il livello in cui il conodonte Polygnathus pseudofoliatus cambia in Polygnathus hemiansatus. Il livello corrisponde anche alla base delle goniatiti della specie Maenioceras Stufe, utilizzata come limite del Devoniano medio, e con la prima comparsa della dacrioconaride Nowakia otomari.
Il Polygnathus hemiansatus si trova anche nelle montagne della Cantabria, in Spagna, nella Montagne Noire, in Francia, nelle Ardenne, in Belgio, e nelle colline dell'Eifel, in Germania. 

### GSSP
Il GSSP, il profilo stratigrafico di riferimento della Commissione Internazionale di Stratigrafia, è localizzato alla base del letto 123, in una sezione di Jebel Mech Irdane, 25 km a SSO di Erfoud e 12 km a SO di Rissani, nel Trafilat, in Marocco.

## Suddivisioni
Il Givetiano contiene cinque biozone a conodonti:
- Zona del Palmatolepis norrisi
- Zona del Klapperina disparilis
- Zona del Schmidtognatus hermanni
- Zona del Polygnathus varcus
- Zona del Polygnathus hemiansatus